# Stanisław Kwiatkowski (lekarz)
Stanisław Kwiatkowski (ur. 1863 w Wołkowie) – polski lekarz, doktor wszech nauk lekarskich, działacz i polityk na Bukowinie.

## Życiorys
Urodził się w 1863 w Wołkowie pod Lwowem. Uczył się w gimnazjum bernardyńskim we Lwowie. Ukończył studia lekarskie otrzymując stopień doktora wszech nauk lekarskich. Przez cztery lata pracował jako operator w klinice Theodora Billrotha w Wiedniu. Potem rok był zatrudniony w królewskiej klinice chirurgicznej Bergmana w Berlinie.
Został prymariuszem szpitala krajowego w Czerniowcach. Był aktywnym działaczem narodowym na Bukowinie, zakładał polskie szkoły i czytelnie, walczył o język polski. Pełnił funkcję prezesa Domu Polskiego oraz Towarzystwa Szkoły Ludowej. 2 kwietnia 1911 został wybrany pierwszym posłem ludowym kurii gmin do Sejmu Krajowego Bukowiny.